# Folco Quilici
Folco Quilici (Ferrara, Emilia-Romaña; 9 de abril de 1930-Orvieto, Umbría; 24 de febrero de 2018) fue un documentalista, cineasta, escritor, editor de cine, director de fotografía y guionista italiano.

## Biografía
Hijo del periodista Nello Quilici y de la pintora Emma Buzzacchi, después de haber iniciado una actividad de tipo cinematográfico, se especializó en la filmación submarina, convirtiéndose muy popular incluso fuera de las fronteras nacionales. Su primer largometraje fue Sesto continente (1954), lleno de sugerentes imágenes subacuáticas dedicado a los mares del Sur. Posteriormente ha alternado el documental cinematográfico con la actividad periodística, pendiente de las investigaciones y servicios especiales sobre el medio ambiente y la civilización.

## Realizaciones

### Largometrajes
- Sesto continente (1954)
- L'ultimo paradiso (1956)
- Dagli Appennini alle Ande (1959)
- Tikoyo e il suo pescecane (1960-1961)
- Oceano (1971)
- Il dio sotto la pelle (1974)
- Fratello mare (1975)
- Cacciatori di navi (1990)

### Programas televisivos
- Alla scoperta dell'India (1966-1968)
- L'alba dell'uomo (1970-1974)
- Islam (1970-1976)
- Mediterraneo (1972-1976)
- Festa barocca (1982)
- Geo (1984-1985)

### Otros
En 1965 la Esso le confió la realización de una serie de películas sobre Italia filmadas desde un helicóptero. En el periodo de 1966 a 1978 se realizaron 14 de estos documentales, todos bajo el título Italia vista dal cielo. Estos fueron acompañados de dieciséis volúmenes ilustrados. Los comentarios de las 14 películas fueron asignados a importantes literatos e historiadores de la época como Cesare Brandi, Mario Praz, Italo Calvino, Guido Piovene, Michele Prisco, Ignazio Silone y Mario Soldati.
Más tarde se dedicó principalmente a la publicación de numerosos textos a partir de Cacciatori di navi de 1984 incluyendo Cielo Verde (1997), Naufraghi (1998), Le americhe (2004), Libeccio (2008), La dogana del vento (2011), Amico oceano (2012), Nonno Leone (2013) y Cani & cani di gioco e d'avventura (2013) entre otros. En 2002 recibió el premio NEOS de la Associazione Giornalisti di Viaggio, por su actividad de escritor. Desde febrero de 2003 a junio de 2006 presidió el ICRAM (Istituto Centrale per la ricerca Scientifica e Tecnologica Applicata al Mare), ente público de investigación bajo la supervisión del Ministerio de Medio Ambiente, Tierra y Mar. En 2006, se incluyó entre las 100 personas más influyentes en el planeta. 
En 2007 escribió el prólogo del libro Le Vie Dell'Argento, Paradiso e Inferno de Luciano Covolo y de Massimo Belluzzo (C&B Edizioni, publicado en diciembre de 2007).

## Premios y distinciones
Festival Internacional de Cine de San Sebastián
| Año  | Categoría                            | Película                    | Resultado |
| ---- | ------------------------------------ | --------------------------- | --------- |
| 1959 | Concha de Plata a la mejor dirección | De los Apeninos a los Andes | Ganador   |

Festival Internacional de Cine de Berlín
| Año  | Categoría                 | Película          | Resultado |
| ---- | ------------------------- | ----------------- | --------- |
| 1957 | Oso de Plata (Documental) | L'ultimo paradiso | Ganador   |